# Frosta
Frosta – norweskie miasto i gmina leżąca w regionie Trøndelag.
Frosta jest 400. norweską gminą pod względem powierzchni.

## Demografia
Według danych z roku 2021 gminę zamieszkuje 2599 osób. Gęstość zaludnienia wynosi 34,98 os./km². Pod względem zaludnienia Frosta zajmuje 303. miejsce wśród norweskich gmin.
| ludność stan na 1. kwartał 2021 |         |           |       |
|                                 | kobiety | mężczyźni | razem |
| osób                            | 1302    | 1297      | 2599  |
| %                               | 50,09%  | 49,91%    | 100%  |

| wykształcenie stan na 1. kwartał 2021, osoby powyżej 16 roku życia |            |         |        |          |
|                                                                    | podstawowe | średnie | wyższe | nieznane |
| osób                                                               | 614        | 1025    | 473    | 9        |
| %                                                                  | 28,96%     | 48,32%  | 22,30% | 0,42%    |

## Edukacja
Według danych z 2019:
- liczba szkół podstawowych (norw. grunnskolar): 1
- liczba uczniów szkół podst.: 301

## Władze gminy
Według danych na rok 2020 administratorem gminy (norw. rådmann) jest Endre Skjervø, natomiast burmistrzem (norw. ordfører, d. borgermester) jest Frode Revhaug.